# Ariel Morales
Gerardo Ariel Morales Santos (Canelones, Uruguay, 20 de septiembre de 1975) es un exfutbolista uruguayo. Jugaba de mediocampista y su último equipo fue el Rentistas.

## Trayectoria
Morales inició su carrera como futbolista en las divisiones inferiores de Rentistas, donde logró debutar en el futbol profesional el año 1997. Luego tuvo su primera experiencia en el exterior, donde fue contratado por Huracán de Argentina.
A mediados de 2001 pasa al Grasshoppers de Suiza. En su paso por dicho club disputó 21 partidos y marcó 1 gol; fue cedido a préstamo a fines de temporada al FC Wil del mismo país.
En 2003 llegó desvinculado al Montevideo Wanderers, regresando así a su país, donde jugó solo por ese semestre y disputó 16 partidos, con 2 goles en su haber. Después de ello, llega al Rampla Juniors, donde en 14 juegos encajó 4 goles, reiterando que este se desempeñaba como volante.
En el 2005 jugó 6 meses para el Universidad de San Martín de la Primera División de Perú.
En 2006 fue contratado por el Nacional, con el que jugó 10 partidos y logró el título de campeón, tanto del Torneo Clausura como el Campeonato Nacional.
Luego de un paso por Irán, en 2009 tiene su segundo ciclo en el Rentistas, siendo este su último equipo, donde el jugador decidió retirarse del fútbol.

## Clubes
| Club                 | País      | Año       |
| -------------------- | --------- | --------- |
| Rentistas            | Uruguay   | 1997-2000 |
| Huracán              | Argentina | 2000-2001 |
| Grasshoppers         | Suiza     | 2001-2002 |
| FC Wil               | Suiza     | 2002-2003 |
| Montevideo Wanderers | Uruguay   | 2003      |
| Deportivo Maldonado  | Uruguay   | 2004      |
| Rampla Juniors       | Uruguay   | 2005      |
| Univ. San Martín     | Perú      | 2005      |
| Nacional             | Uruguay   | 2006      |
| Mes Kerman           | Irán      | 2007-2008 |
| Rentistas            | Uruguay   | 2008-2010 |

## Palmarés

### Campeonatos nacionales
| Título                      | Club     | País    | Año       |
| --------------------------- | -------- | ------- | --------- |
| Torneo Clausura             | Nacional | Uruguay | 2006      |
| Primera División de Uruguay | Nacional | Uruguay | 2005-2006 |